# Erythroxylum cambodianum
Erythroxylum cambodianum är en tvåhjärtbladig växtart som beskrevs av Jean Baptiste Louis Pierre. Erythroxylum cambodianum ingår i släktet Erythroxylum och familjen Erythroxylaceae. Inga underarter finns listade i Catalogue of Life.